# Santiago Castro
Santiago Tomás Castro  (San Martín, 18 september 2004) is een Argentijns voetballer die bij voorkeur als aanvaller speelt. Hij tekende in januari 2024 voor Bologna FC 1909.

## Clubcarrière
Castro begon zijn carrière bij Vélez Sarsfield, waar hij debuteerde op 3 augustus 2021 tegen CA Tucumán. Op 30 januari 2024 legde Bologna FC 1909 twaalf miljoen euro op tafel voor de aanvaller. Op 20 mei 2024 scoorde hij zijn eerste doelpunt in de Serie A tegen Juventus.